# Spada Lictorului
Spada Lictorului (1981) (titlu original The Sword of the Lictor) este un roman science-fantasy scris de Gene Wolfe. Este a treia carte din seria de patru volume Cartea Soarelui Nou.
Cartea continuă povestea lui Severian, ucenic al Ordinului Căutătorilor Adevărului și Penitenței (sau Ghilda Torționarilor, cum mai e cunoscut), descriind viața în Thrax și fuga de acolo.

## Intriga
Cartea nu reia acțiunea exact de unde a lăsat-o precedenta, ci ni-l prezintă pe Severian aflat deja în Thrax și exercitându-și meseria, ca Lictor al Arhontelui din Thrax. Relația lui cu Dorcas se răcește și, după ce Severian scapă miraculos de atacul unei ființe care arde tot ce întâlnește, femeia decide să plece din oraș.
La fel ca în precedentele cărți, Severian ajunge să compătimească una dintre persoanele pe care trebuie să le execute, eliberând-o. Drept urmare, fuge din oraș, pentru a scăpa de pedeapsa Arhontelui.
În călătoria sa, ajunge la o familie terorizată de un alzabo (animal de origine extraterestră care împrumută personalitatea prăzii pe care o devorează). Aici o găsește și pe Agia (pe al cărei frate l-a executat în prima carte), de al cărei atac scapă cu greu. Familia fuge din casă, dar este atacată de zoantropi (oameni cărora li s-a înlăturat lobul frontal, devenind niște fiare) și de alzabo. Cu tot ajutorul dar de torționar, singurul care scapă este băiețelul familiei, pe care îl cheamă tot Severian.
Ulterior, băiatul este capturat de un trib, iar Severian este nevoit să se dueleze cu unul dintre magicienii tribului, pentru a-l salva. Călătorind mai departe împreună, cei doi ajung la un oraș condus de un om cu două capete. Sosirea lor acolo este de rău augur, băiatul fiind făcut scrum de un inel de aur aflat pe una dintre statuile gigantice din oraș. Omul cu două capete revelează faptul că al doilea cap este grefat pe un trup pe care acum îl conduce. El îi propune lui Severian să îl ia în slujba sa, pe post de conducător al Urth-ului. Deși este mai puternic decât Severian, acesta reușește să îl omoare, cu ajutorul corpului pe care se grefase.
În continuarea călătoriei sale, torționarul ajunge pe malul Lacului Diuturna. Capturat de oamenii care locuiau pe mal (după ce este drogat), torționarul este dus la stăpânul castelului care conduce regiunea. În timpul călătoriei pe apă, barca lor este atacată de oamenii lacului, pe care Severian îi ajută să învingă. Primit în rândul lor cu tot respectul cuvenit, Severian află că sunt terorizați de stăpânul castelului.
Severian se oferă să îi ajute să îl cucerească. Ajuns acolo, torționarul se reîntâlnește cu Doctorul Talos și cu Baldanders, acesta din urmă fiind mai uriaș ca atunci când îl cunoscuse. Tot în castel se află și ocupanții unei navei spațiale, cacogenii, care îi dezvăluie lui Severian că ei se străduiesc să ajute oamenii să descopere tehnologii de mult uitate. Se dovedește că nu Doctorul Talos îl conducea pe Baldandres, ci invers.
După plecarea cacogenilor, Severian încearcă să recupereze de la Baldanders Gheara Conciliatorului, care îi fusese furată în momentul capturării. Oamenii lacului atacă și ei castelul și, în bătălia care urmează, castelul e cucerit, Baldanders cade în lac, iar gema în care era încastrată Gheara se sparge. 

## Premii
Spada Lictorului a câștigat premiile Locus SF și BFS în 1983 și a fost nominalizat la premiile Nebula, BSFA (1982), Hugo și World Fantasy (1983).